# Friedrich zu Schleswig-Holstein

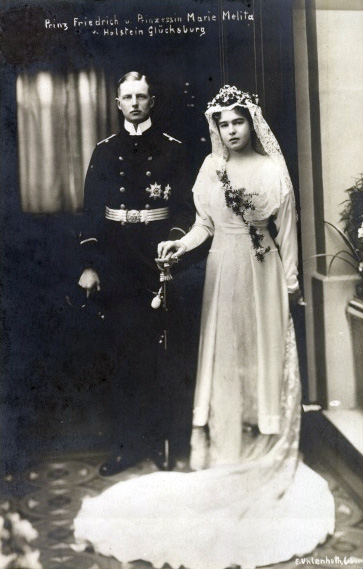
Prinz Friedrich bei seiner Hochzeit

Friedrich Wilhelm Christian Günther Albert Adolf Georg Herzog zu Schleswig-Holstein-Sonderburg-Glücksburg (* 23. August 1891 auf Gut Grünholz in Thumby; † 10. Februar 1965 in Coburg) war ein Oberhaupt der Linie Schleswig-Holstein des Hauses Oldenburg.

## Leben
Als Sohn des Generals à la suite Herzog Friedrich Ferdinand und seiner Frau Karoline Mathilde geb. Prinzessin zu Schleswig-Holstein ging Wilhelm Friedrich zur Kaiserlichen Marine, in der er Kapitänleutnant wurde. Er war Herr auf Gut Louisenlund und Gut Grünholz in Schwansen. Seit dem 15. Februar 1916 war er verheiratet mit Marie Melita, geb. Prinzessin zu Hohenlohe-Langenburg. Seit dem 3. Dezember 1920 Konkneipant des Corps Holsatia, wurde er am 24. Mai 1922 als Corpsschleifenträger philistriert. Er war bis Dezember 1933 Präsident des Schleswig-Holsteinischen Automobil-Clubs. Von 1934 bis 1965 war Friedrich zu Schleswig-Holstein Chef des Hauses Schleswig-Holstein. Mit Unterstützung des Reformpädagogen Kurt Hahn, dem Gründer der Schule Schloss Salem, gründete er 1949 das Landerziehungsheim Stiftung Louisenlund.

## Nachkommen
Friedrich und Marie Melita hatten vier Kinder:
- Hans Albrecht (* 12. Mai 1917; † 10. August 1944)
- Wilhelm Alfred Ferdinand (* 24. September 1919; † 17. Juni 1926)
- Friedrich Ernst Peter (* 30. April 1922; † 30. September 1980)
- Marie Alexandra (* 9. Juli 1927; † 14. Dezember 2000)